# Jan Pikul
Jan Pikul (ur. 28 sierpnia 1952 w Gorlicach zm. 16 września 2021) – polski duchowny katolicki, także projektant standardu kodowania polskich znaków xJP (od: ksiądz Jan Pikul) oraz autor wielu sterowników drukarek dla komputerów Amiga i systemu AmigaOS.

## Życiorys
Był synem Mieczysława i Lidii Abratowskiej. Egzamin dojrzałości złożył w 1971 w Liceum Ogólnokształcącym w Gorlicach. W tym samym roku wstąpił do Wyższego Seminarium Duchownego w Tarnowie. Święcenia kapłańskie przyjął w katedrze tarnowskiej z rąk biskupa Jerzego Ablewicza 29 maja 1977 roku. Jako wikariusz pracował w: Zbylitowskiej Górze (1977–1978), parafii katedralnej w Tarnowie (1978–1981), parafii św. Kazimierza w Nowym Sączu (1981–1983), Bystrej (1983–1986), Wilczyskach (1986–1989) i parafii Ducha Świętego w Mielcu (1989–1992). Po zmianie struktur administracyjnych Kościoła w Polsce został inkardynowany do diecezji rzeszowskiej, w której pracował jako wikariusz w parafii św. Michała Archanioła w Rzeszowie (1992–1993) oraz jako proboszcz w Pstrągówce i od 2003 roku w parafii pw. NMP Częstochowskiej w Borku Wielkim, który jest dziś częścią Sędziszowa Małopolskiego. Zmarł w 2021 roku i został pochowany w rodzinnych Gorlicach.
Był relatorem dekanalnym I Synodu Diecezji Rzeszowskiej oraz wizytatorem dekanalnym katechezy. Został odznaczony następującymi godnościami kościelnymi: w 1995 – Expositorium Canonicale, a w 2002 otrzymał przywilej noszenia Rokiety i Mantoletu.